# Marché municipal de Kypséli
Le marché municipal de Kypséli (grec moderne : Δημοτική Αγορά Κυψέλης) est un bâtiment situé dans le quartier de Kypséli, à Athènes, en Grèce. Il est construit en 1935, sous le mandat municipal de Kóstas Kotziás (en), selon les plans d'Aléxandros Metaxás. Il est situé dans le bloc défini par la rue piétonne de Fokíonos Négri (el) et les rues Sporádon, Sýrou et Zakýnthou. Il est classé au titre de monument par le ministère de la Culture.

## Historique
Dans les années 1930, le maire d'Athènes de l'époque, Kóstas Kotziás, décide la création de plusieurs marchés de quartier, afin de décongestionner le marché central d'Athènes, dont la population est en constante augmentation. L'espace disponible dans le quartier de Kypséli, situé sur la rue Fokíonos Négri, est exproprié afin d'être converti en un espace public, mais à la suite de la décision de construction du marché, la zone expropriée est agrandie. La conception des plans du marché est achevée en 1935 par Aléxandros Metaxás (1900-1979), alors responsable du département d'architecture du dème d'Athènes. Le bâtiment est conçu sur la base des principes modernistes, cependant, en 1937, le conseil municipal de la ville approuve des modifications du plan initial afin d'y ajouter des éléments néoclassiques. Sa construction est confiée à un entrepreneur par le biais d'un appel d'offres supervisé par le département technique du dème et financé par le budget ordinaire de ce dernier.
Le marché municipal de Kypséli est inauguré le 4 août 1937 par le dictateur Ioánnis Metaxás, célébrant par la même occasion le premier anniversaire de son accession au pouvoir. S'il continue de fonctionner jusqu'en 2003, cependant, l'activité commerciale diminue considérablement au cours des années 1990, en raison de la concurrence des grands magasins. En 1973, sa démolition est proposée afin de permettre la construction d'un centre de jeunesse avec des espaces commerciaux situés au niveau du rez-de-chaussée, tandis qu'en 2003, sa démolition est proposée afin de permettre la construction d'un centre commercial à sa place. En 2005, le marché municipal de Kypséli est classé au titre de monument par le ministère de la Culture, car il constitue un excellent exemple de bâtiment public construit pendant la période de l'entre-deux-guerres, ainsi qu'un point de référence pour les habitants et est inextricablement lié à la vie quotidienne du quartier.
Le bâtiment subit des travaux de restauration à partir de 2012, financés par le CRSN communautaire 2007-2013. En 2016, le dème des Athéniens cherche un gestionnaire pour le marché municipal rénové de Kypséli. Au total, 17 propositions sont soumises par différentes équipes, dont Impact Hub, de Dimítris Kokkinákis et Sófi Lámbrou, axée sur l'économie sociale, est retenue. La première activité de cette dernière dans le bâtiment du marché a lieu en novembre 2016 avec une exposition collective de photographies. La cérémonie d'ouverture officielle du marché rénové a lieu le 4 octobre 2018. Le bâtiment abrite non seulement des boutiques mais également des événements culturels.

## Description
Le marché municipal de Kypséli est construit selon les principes de conception du modernisme. Il s'agit d'un bâtiment en forme de parallélogramme d'une superficie de 1 040 mètres carrés et d'une symétrie stricte. La toiture possède un toit plat surélevé dont les fenêtres latérales apportent de la lumière naturelle à l'intérieur du bâtiment. L'espace intérieur se développe le long d'axes symétriques passant par les entrées du bâtiment, une forme de base que l'on retrouve également dans d'autres marchés municipaux en Grèce. Les différents magasins sont disposés de part et d'autre de l'axe central, tandis que l'accès vers ceux-ci se fait principalement par l'intérieur du bâtiment. Des boutiques de dimensions plus modestes se trouvent à l'extérieur du bâtiment. Les plus grandes boutiques sont situées aux coins du bâtiment. Ce dernier possède également des espaces souterrains servant d'entrepôts et de sanitaires.
Malgré sa conception moderniste simple, cependant, des éléments néoclassiques sont également incorporés dans le bâtiment du marché. Ces éléments comprennent le revêtement en marbre à la base du bâtiment, les corniches courant le long des façades, les pilastres avec chapiteaux entre les ouvertures des magasins d'angle et la section surélevée, ainsi que les pignons du toit surélevé, qui ne se distinguent toutefois pas du niveau du sol. Un portique à colonnes circulaires est également ajouté à la façade donnant sur la rue Sporádon.
La construction des murs est composite, étant composée de cadres en béton armé et de maçonnerie au niveau du sous-sol et de briques à celui du rez-de-chaussée. Des cadres métalliques avec des volets roulants et des sols en mosaïque sont également utilisés.